# Ad-Dumair
Ad-Dumair, auch Dmeir (arabisch الضمير Dumayr, DMG aḍ-Ḍumair), ist eine Kleinstadt im Duma-Distrikt innerhalb des Gouvernements Rif Dimaschq im Südwesten von Syrien. Hier steht eines der am besten erhaltenen Bauwerke des Landes aus römischer Zeit.

## Lage
Ad-Dumair liegt im südlichen Teil der syrischen Wüstensteppe, 40 Kilometer östlich von Damaskus an der Straße nach Palmyra und in den Irak. Landwirtschaft ist nur in geringem Umfang mit künstlicher Bewässerung in Oasen möglich und beschränkt sich auf Olivenbäume und Getreideanbau. Die Wasserversorgung erfolgt durch Tiefbrunnen und zu einem kleineren Teil durch Qanats, die bereits zur römischen Zeit die Wasserversorgung sicherten. Der Ort liegt am östlichen Rand der Siedlungszone Mittelsyriens und hatte daher seit der römischen Zeit eine Aufgabe als Umschlagplatz für Waren, die zwischen den städtischen Händlern aus Damaskus und den nomadischen Beduinen der ostsyrischen Wüste ausgetauscht wurden. Ad-Dumair hatte Bedeutung als letzte große Station zur Versorgung mit Wasser auf der römischen Straße bis zur Oase Palmyra und weiter über Resafa zum Euphrat.

## Geschichte
Unter dem restaurierten römischen Tempel in der Stadtmitte befand sich ein Altar des semitischen Gottes Baalshamin, der auf 94 v. Chr. datiert wird und vermutlich zu einem Tempel der Nabatäer gehörte. Der römische Tempel entstand im Rahmen einer intensiven Bautätigkeit im 3. Jahrhundert n. Chr. Er ist Zeus Hypsistos, einer nachklassischen Form des kleinasiatischen Zeuskults gewidmet.
Al-Mundhir III ibn al-Harith (reg. 569–582) hinterließ an der außerhalb der Stadt gelegenen, vormals römischen Festung eine Inschrift.
1963 ergriff die Baath-Partei die Macht und der damalige Oberstleutnant Hafiz al-Assad erhielt das Kommando über die siebte Luftlandebrigade von Dumair, die Lucien Bitterlin als die einzige Luftlande-Interventionstruppe in Syrien bezeichnete.

## Stadtbild und Wirtschaft

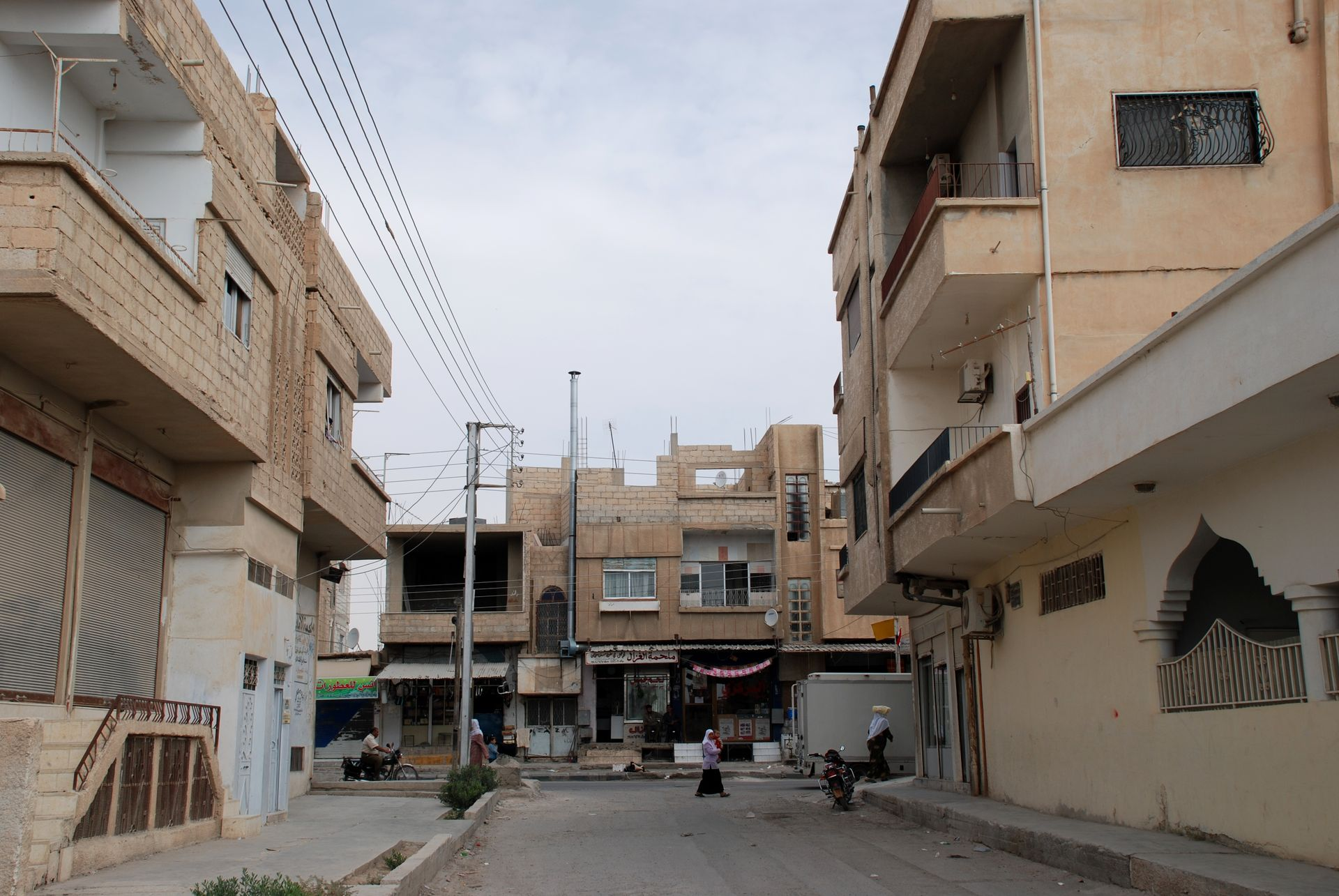
Quer verlaufende Hauptgeschäftsstraße

Für die Beduinen ist ad-Dumair noch immer ein Viehmarkt. Für 2005 wurden etwa 30.000 Einwohner geschätzt, dazu gehören etwa 5000 Viehzüchter, die nur saisonal im Bereich der Stadt leben. Die geringen Niederschläge erlauben im Winterhalbjahr Schafnomadismus in der Wüstensteppe. Ihre Wanderwege betragen 50 bis 200 Kilometer. Viehhaltung spielt jedoch für die Wirtschaft nur eine untergeordnete Rolle. Der wichtigste Arbeitgeber ist der nahegelegene Militärflugplatz, der zusammen mit staatlichen Renten und Überweisungen aus dem Ausland die Haupteinnahmequelle der Einwohner darstellt. Einige Berufspendler fahren täglich nach Damaskus.

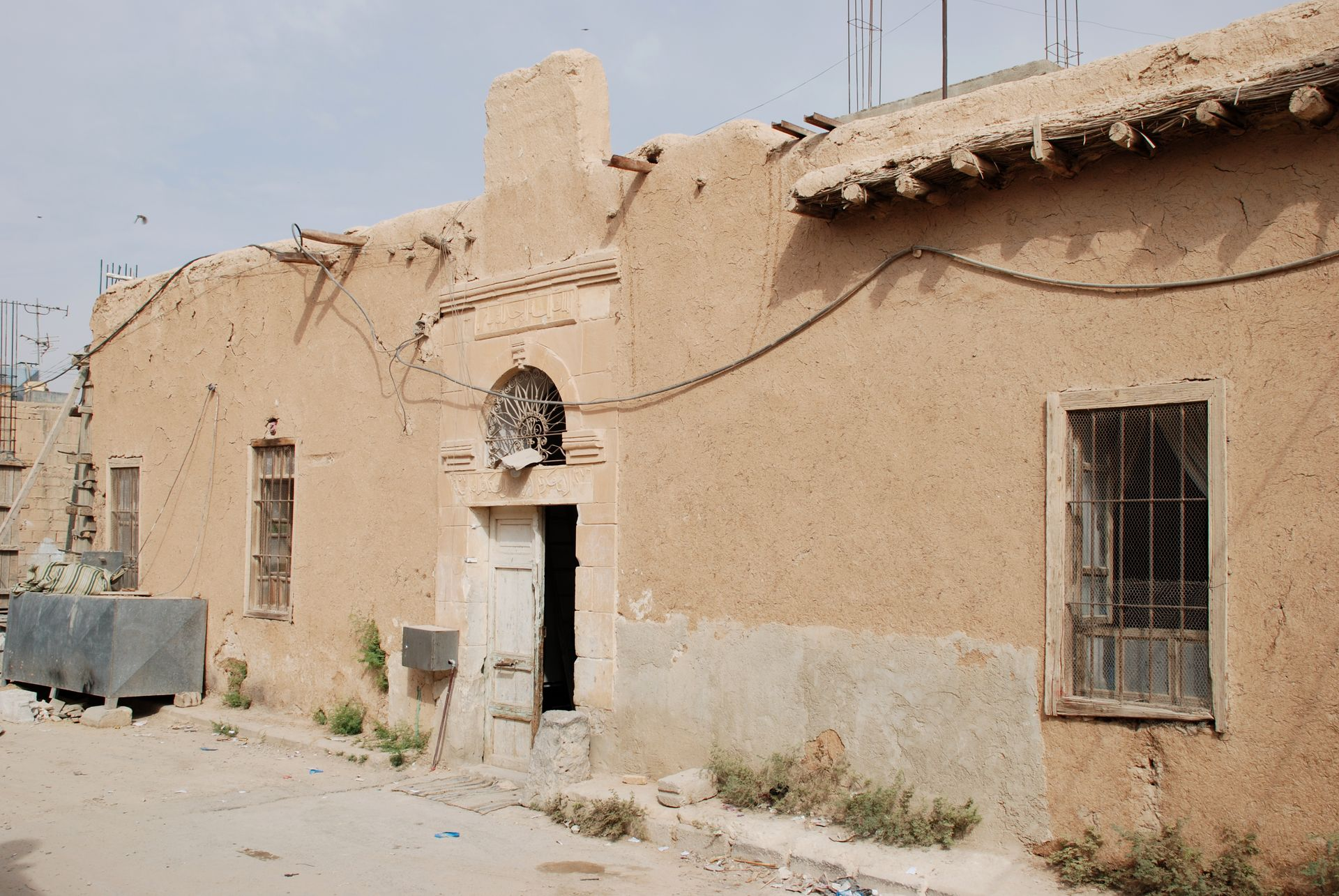
Typische, mit Lehm verputzte Fassade eines traditionellen Hauses mit Innenhof; dahinter verbirgt sich ein komfortabler Neubau. Über den Türen findet sich häufig ein Datum um 1950.

Die Schnellstraße nach Palmyra umfährt den Stadtkern im Norden in ein bis zwei Kilometer Entfernung. Der römische Tempel befindet sich im Zentrum der Altstadt, die in ad-Dumair mehr als in anderen Kleinstädten am Rand der Wüstensteppe noch durch Straßenzüge gekennzeichnet ist, in denen sich traditionelle flache Wohnhäuser aus Lehmziegeln erhalten haben. Zu diesen Häusern gehören Innenhöfe mit einem Schatten spendenden Baumbestand oder mit Weinranken, die zur Straße durch stockwerkshohe Mauern vor Einblicken geschützt sind. Auf kleinen Freiflächen zwischen den Häusern und an Straßenrändern wachsen Olivenbäume. Ein traditioneller Souq ist nicht vorhanden; entlang der Hauptstraße ist ein neuer Geschäftsbezirk mit zwei- bis dreigeschossigen, einförmigen Häuserzeilen entstanden.

## Römischer Tempel
Die erste wissenschaftliche Untersuchung leisteten 1898 der österreichische Althistoriker Alfred von Domaszewski (1856–1927) und der deutsch-amerikanische Philologe Rudolf Ernst Brünnow (1858–1917). Sie vermaßen nicht nur die damals sichtbaren Bauteile des Tempels, sondern untersuchten einzelne Details und fertigten einen 1905 veröffentlichten Plan der Anlage an. Auch die erste Syrien-Expedition unter der Schirmherrschaft der amerikanischen Princeton University, die der Archäologe Howard Crosby Butler (1872–1922) von 1899 bis 1900 leitete, untersuchte und vermaß den Tempel. Wie Domaszewski und Brünnow 1905 bemerkten, wichen die Angaben Butlers etwas von ihren Vermessungen ab.
Das in einem dichten Wohngebiet liegende Bauwerk wurde ab 1983 fünf Meter unter dem heutigen Bodenniveau freigelegt. Die Ausgrabung ist durch eine Mauer mit einem Zaun gesichert, zum Eingang des Tempels führt eine Treppe hinunter. Das rechteckige Gebäude aus sauber gefügten Kalksteinquadern wird an der Sockelzone und an der Traufe durch einen umlaufenden Fries akzentuiert, der an den Schmalseiten einen Dreiecksgiebel bildet. Eine vertikale Gliederung erfolgt durch angedeutete Pilaster mit korinthischen Kapitellen an den Ecken und jeweils zwei in den Seitenmitten. Beide Schmalseiten waren ursprünglich durch hohe Rundbogentore geöffnet. Diese Bauweise widerspricht der üblichen Anlage eines Tempels, der ansonsten auf einen Altar hin ausgerichtet ist. An der Südecke des Eingangs auf der Ostseite führt eine sorgfältig restaurierte Steintreppe mit mehreren Podesten bis auf das Dach.
Es wurden mehrere Inschriften gefunden, die das Bauwerk als Naos, also „Heiligtum“ bezeichnen. Wasserrohre aus römischer Zeit an den Außenmauern lassen darauf schließen, dass hier über einer Wasserstelle ein Brunnenheiligtum errichtet wurde. Es wird eine monumental umbaute, verehrte Wasserstelle vermutet.
Eine Weihinschrift am Architrav über der inneren Tür des östlichen Eingangsraumes war für die mögliche Datierung von Bedeutung. Die Inschrift beinhaltet, dass ein Strator eines Kommandanten im römischen Heer (der mit der üblichen Übersetzung „Pferdeknecht“ nicht hinreichend gewürdigt ist), den Architrav bezahlt habe. Sie wurde erstmals 1899 durch Brünnow publiziert. Mit dem Bau wurde möglicherweise bereits im 1. Jahrhundert n. Chr. begonnen, die offizielle Einweihung war 245 und fällt in die Regierungszeit von Kaiser Philippus Arabs, der unweit in der heutigen Kleinstadt Shabwa in der Hauran-Region geboren wurde.
Während der islamischen Zeit wurden die Tore zugemauert, um den Bau als Festung zu verwenden. Die groberen Steinquader und der Zinnenkranz, mit dem das Dach aufgestockt wurde, stammen ebenfalls aus islamischer Zeit. Die Ausmauerung der Eingangstore wurde aus statischen Gründen nicht entfernt.

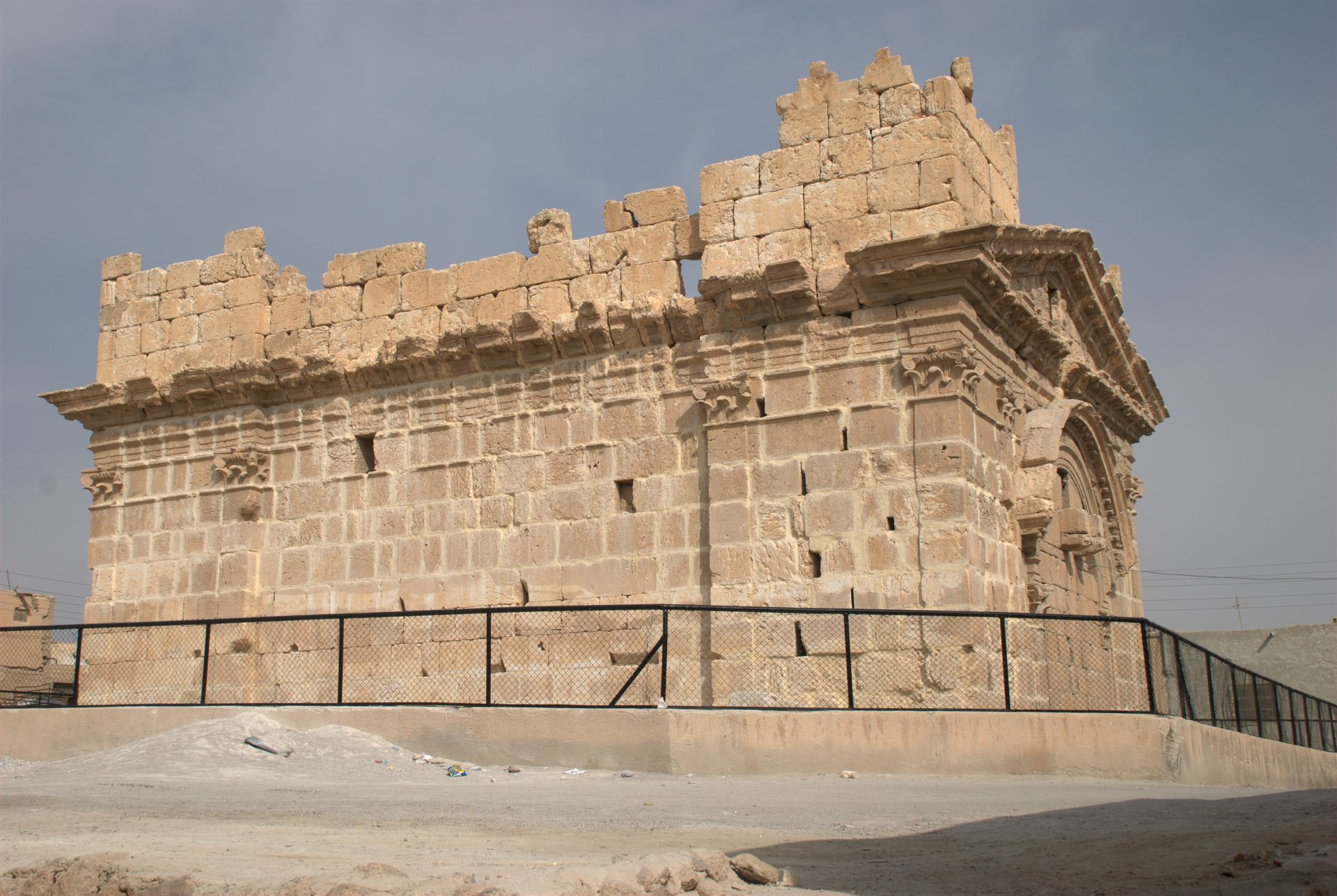
Römischer Tempel, Südseite
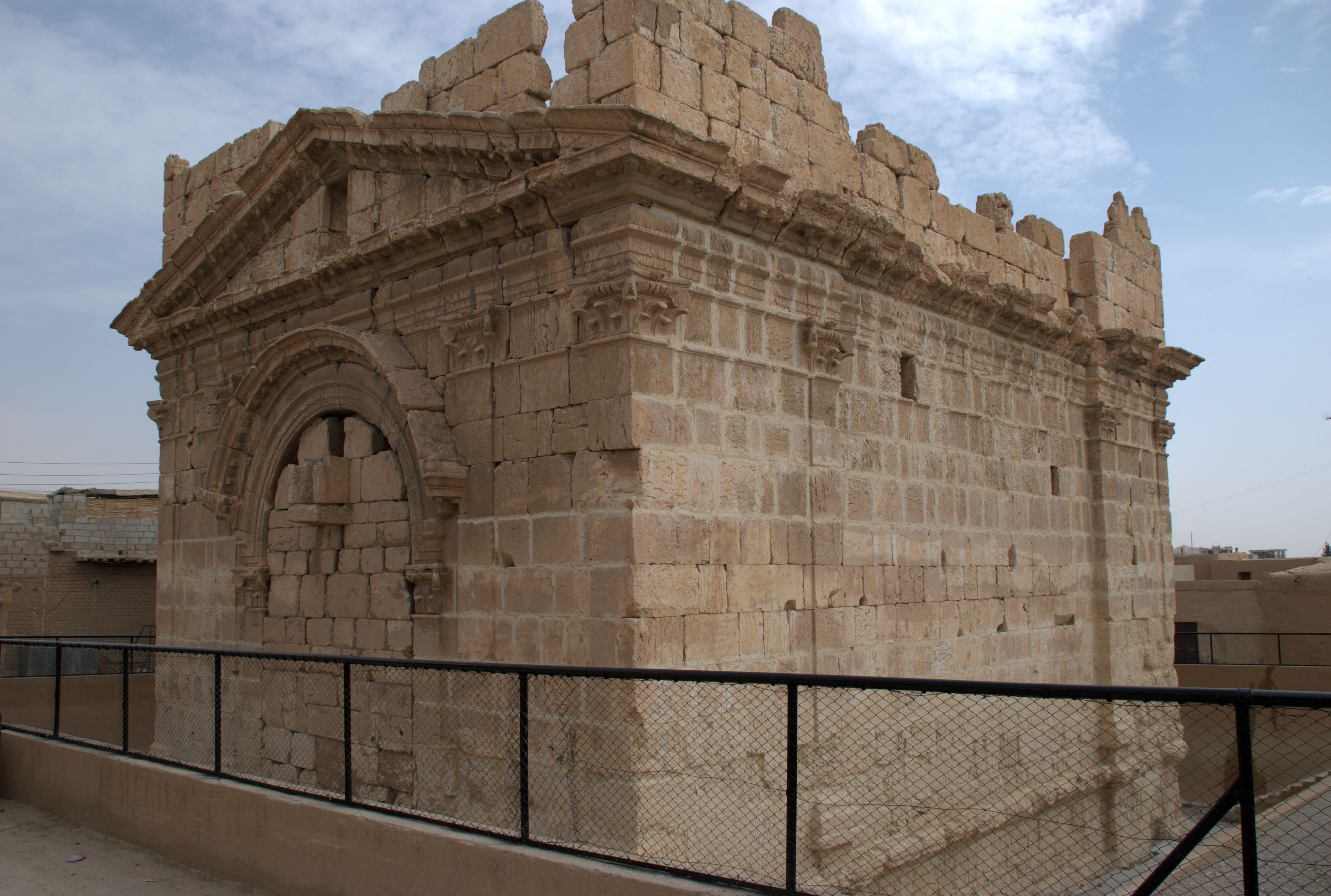
Ansicht von Nordwesten
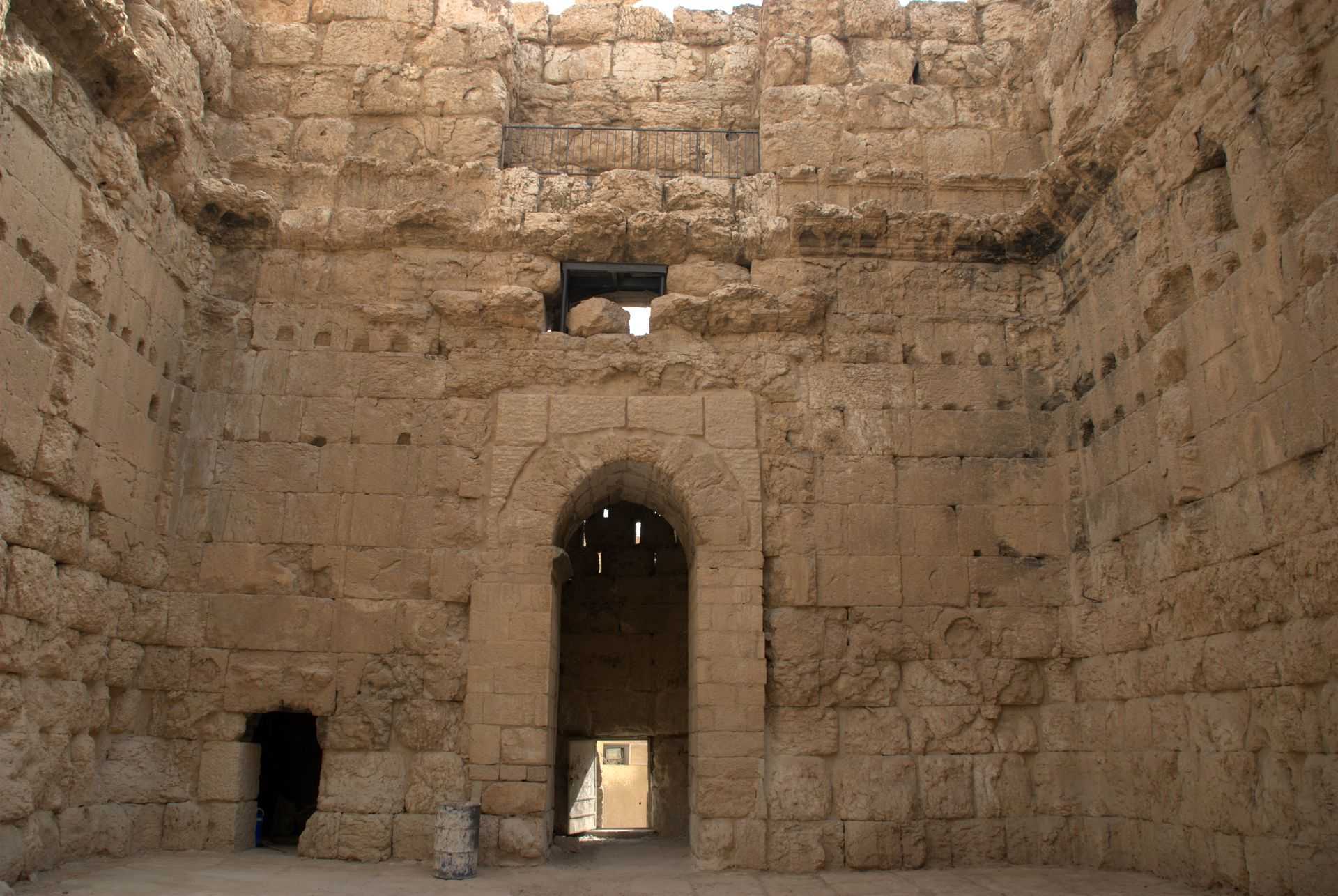
Innenraum, Zwischenwand nach der heutigen kleinen Eingangstür im Osten

## Weitere Bauten aus römischer Zeit
Rund 4,5 Kilometer östlich der Stadt liegen, von der Straße Richtung Palmyra auf der rechten Seite zu sehen, die stark gestörten Kalksteinreste des römischen Grenzkastells ed-Dumer am Limes Arabicus, Dessen sichtbare bauliche Strukturen entstanden während der Spätantike. Teile des Südtores und des Waffenlagers ragen noch etwa zwei Meter aufrecht aus dem Schutt. Nahebei befinden sich auch die Reste eines römischen Damms aus Basalt.